# اینتربولسا
اینتربولسا (انگلیسی: InterBolsa) شرکت خدمات مالی و بانکداری کلمبیایی است، که در سال ۱۹۹۰ تأسیس شد.